# ミートマーケット ゾンビ撃滅作戦
『ミートマーケット ゾンビ撃滅作戦』（原題：Meat market）は、カナダの映画作品（オリジナルビデオ）。

## キャスト
| 役名               | 俳優                     | 日本語吹替 |
| ------------------ | ------------------------ | ---------- |
| シュラック         | ポール・ペドローサ       | 小竹達雄   |
| アジェンタ         | クレア・ウェストビー     | 聖子       |
| ネメシス           | アリソン・テリアルト     | 坂内麗子   |
| ティアマト         | チェルシー・アレントセン | 釜田可純   |
| ヴァレリア         | テレサ・サイモン         | 小川亜夕   |
| アズール           | カム・パイプス           | 里タクヤ   |
| オッペンハイム博士 | ケン・ピータース         | 岡見文克   |
| 市長               | クリス・クレメント       | 勝木淳     |
| SWAT隊員           | ブライアン・クレメント   | 貝原朗     |